# Salasaka
Salasaka (Kichwa), alternative Schreibweise: Salasaca, ist ein Kichwa-Dorf bzw. eine Parroquia rural („ländliches Kirchspiel“) in den ecuadorianischen Anden auf etwa 2.750 m über dem Meeresspiegel zwischen den Städten Ambato und Baños im Kanton San Pedro de Pelileo der Provinz Tungurahua. Die Salasaca-Indios, die zu den kichwasprachigen Völkern gehören, sind eines der unabhängigsten Völker in Ecuador und haben ihre ursprünglichen Traditionen im Wesentlichen bis heute bewahrt. Es handelt sich vor allem um Hochlandbauern, die aus der Wolle ihrer Schafzucht in Handarbeit Kleidung und Teppiche mit für den Ort typischen Mustern für die großen Märkte des Hochlandes weben.
Auf einer Fläche von etwa 20 km² um Salasaka wohnen etwa 12.000 Einwohner, die zu den Salsacas gezählt werden. Es wird berichtet, dass die Salasacas ursprünglich aus Bolivien stammen und von den Inkas in das ecuadorianische Hochland verschleppt wurden. 

## Lage
Salasaka befindet sich 8 km südöstlich von Ambato an der Fernstraße E30 (Ambato–Baños). Der Río Pachanlica fließt entlang der westlichen Grenze der Parroquia nach Norden. Die Parroquia Salasaka grenzt im Südosten an die Parroquia Pelileo, im Süden an die Parroquia Benítez, im Westen an die Parroquia Totoras, im Nordwesten an die Parroquia Picaihua sowie im Nordosten an die Parroquia El Rosario.